# Фахрија Даутбеговић
Фахрија Даутбеговић (Доњи Вакуф, 15. новембар 1943) бивши је југословенски фудбалер, играо је на позицији голмана. 

## Спортска каријера
Фудбалску каријеру је започео у Раднику из Доњег Вакуфа, а затим је стајао на голу Рудара из Какња. Од 1967. године је прешао у загребачки Динамо. У дресу Динама одиграо је укупно 341 утакмицу и освојио Куп сајамских градова (1967) и Куп маршала Тита (1969).
Након Динама, бранио је за љубљанску Олимпију, Минхен 1860 и Сарајево. У каријери је бранио на више од 1000 званичних утакмица.
Два пута је стајао на голу А репрезентације Југославије, 20 пута на голу младе и „Б“ селекције. Један је од најбољих клупских голмана тог времена, упамћен по успешним одбранама једанаестераца.
Обављао је дужност тренера голмана у Динаму и репрезентацији Хрватске. Једно време радио као тренер и у Ирану. 

## Трофеји
- Динамо Загреб
  - Куп Југославије: 1969.
  - Куп сајамских градова: 1967.